# 高麗忠烈王
高麗忠烈王（：／ Goryeo Chungryeol-wang；1236年—1308年），是高丽王朝第25任君主（1274年—1308年在位），姓王，諱昛（：／ Wang Geo），初名王諶（：／ Wang Sim），後改名王賰（：／ Wang Chun）。

## 生平
忠烈王的父亲為高丽元宗。1260年（忽必烈中統元年）春，高麗高宗逝世，當時元宗仍是高麗的王太子，身處元朝質子。王諶以王太孫的身份權攝朝政，派人請求忽必烈送王世子回國。高麗元宗歸國即位後，王諶被立為王世子。
1274年，高麗元宗去世，忠烈王繼位。忠烈王向忽必烈提议娶蒙古公主为妻，并迎娶了忽必烈的長女齊國大長公主忽都魯揭里迷失（即莊穆王后），成了元朝的驸马。此后，高丽君主都成為元朝的駙馬，成為慣例。
由於高麗是元朝的附庸國的緣故，元朝公主在高麗的權力比高麗國王更大，可单独會见大臣、对事情有最后裁定权。
忠烈王即位的同一年，元朝皇帝忽必烈派忻都、洪茶丘、劉復亨征討日本，史稱文永之役。忠烈王也派遣金方慶率兵三萬，協助元朝的軍事行動。元朝、高麗聯軍曾一度勢如破竹，但最終遭到颱風的襲擊而全軍覆沒。
高丽蒙古战争后，元朝同意高丽保留原有的传统习俗。忠烈王成为元朝驸马后，為了討好元朝，每年均以重金向元朝朝貢，並獻上貢女、宦官等。1278年，忠烈王下達了「胡服辮髮令」，鼓励高麗人以蒙古人的生活方式、著蒙古裝、留髮辮、吃蒙古食物。此後高麗的王世子都在元朝的宮廷裡按照蒙古貴族的習俗撫養，並且擁有蒙古名字，成人后再回到高丽。此後，忠烈王又多次攜王后前往元大都朝見，被忽必烈賜予「駙馬高麗王」的金印。
1279年，忽必烈計畫再次入侵日本，派人在江南造船，並遣使到高麗的慶州道檢察兵器。在經歷了一系列準備之後，元朝、高麗聯軍於1281年再次入侵日本，史稱弘安之役。忠烈王親自來到合浦（今慶尚南道昌原市馬山合浦區）督戰。然而聯軍最終又遭颱風而慘敗，忽必烈倖然放棄了征服日本的計劃，且於1282年廢除了征東行省。
1289年，元朝叛亂貴族乃顏的餘黨哈丹攻入高麗，忠烈王逃往江華島避難。1290年，应忠烈王的要求，元朝歸還东宁府地區於高麗。 （這個地區在1269年起為元朝所佔領）。1291年，回到開京。1298年，莊穆王后忽都魯揭里迷失去世。由於有人懷疑莊穆王后是被謀殺，引發高麗朝廷鬥爭。忠烈王被迫讓位給王世子王璋（即高麗忠宣王），自己則受尊崇為太上王，並接受了元朝逸壽王的封號。但由於忠宣王的夫人寶塔實憐公主和高麗王妃集團之間的爭鬥非常激烈，忠宣王很快便退位，使忠烈王復位掌權。
1308年逝世，元朝賜諡忠烈王；1352年高麗朝廷諡其為景孝大王（：／ Gyeonghyo daewang）。在他之前的高丽君主，死后都以庙号稱呼（「某祖」、「某宗」）。高丽成为元朝的藩属之后，元朝皇帝认为追諡廟號乃僭越禮制而将其终止，忠烈王於是為高丽王朝第一代称「王」的君主。

## 家庭

### 妻妾
| 稱號          | 生卒年     | 父母                     | 備註                                                                                                   |
| ------------- | ---------- | ------------------------ | --- |
| 莊穆王后      | 1259－1297 | 元世祖 忽必烈 阿速真可敦 | 名忽都鲁揭里迷失，元朝齊國大長公主。                                                                   |
| 貞信府主 王氏 | ？－1319   | 始安公 王絪              | 高麗元宗元年（1260年）為太子妃，但後來因為忠烈王尚元朝公主而無法成為王妃，僅為貞和宮主，忠肅王六年卒。 |
| 淑昌院妃 金氏 |            | 金良鑑                   | 初嫁進士崔文，早寡。忠烈王死後，為忠宣王所烝，封淑妃。                                                 |
| 侍婢 盤珠     |            |                          | 姓氏不詳，崔竩的婢女。                                                                                 |
| 宮人 柴無比   | ？－1297   |                          | 泰山郡人，因齊國大長公主之死為世子（忠宣王）下令斬殺。                                                 |

### 子女

#### 子
| 稱號   | 名 | 生卒年     | 生母         | 備註             |
| ------ | -- | ---------- | ------------ | ---------------- |
| 江陽公 | 滋 | ？－1308   | 貞信府主王氏 | 恭讓王的外曾祖。 |
| 忠宣王 | 璋 | 1275－1325 | 莊穆王后     |                  |
| 小君   | 湑 |            | 侍婢 盤珠    | 剃髮爲僧。       |

#### 女
| 稱號     | 生卒年   | 生母         | 配偶                            | 備註                             |
| -------- | -------- | ------------ | ------------------------------- | -------------------------------- |
| 靖寧院妃 |          | 貞信府主王氏 | 齊安府院大君王淑 （1238－1312） | 忠烈王即位後封宮主，王淑的繼室。 |
| 明順院妃 | ？－1320 | 貞信府主王氏 | 漢陽公王儇                      | 忠肅王7年逝世。                  |

## 腳註
1. ↑  《高麗史》：帝詔罷東寧府復歸我西北諸城
2. ↑  《高麗史》·25卷·世家·25卷·元宗元年·11月
3. ↑  元配為元宗之女慶安宮主，即靖寧院妃的姑母。

## 延伸阅读
[在维基数据编辑]
 《南齊書·卷34》，出自萧子显《南齊書》
 《南史·卷49》，出自李延壽《南史》